# Никель-солевой аккумулятор
Никелево-солевой аккумуля́тор (Ni-NaCl, он же никелево-натриево-хлоридный аккумулятор, он же натриево-никелево-хлоридный аккумулятор) — вторичный химический источник тока, в котором катодом является металлический натрий, электролитом — керамический стакан-сепаратор из корунда (бета-глинозёма) и расплавленная соль, анодом — никелевая проволока. ЭДС никелево-солевого аккумулятора равен 2,56 В, удельная плотность энергии около 140 Вт·ч/кг в элементах и свыше 90 Вт·ч/кг в готовых батареях с системой управления. В зависимости от режима работы (буферный или циклический режим) срок службы составляет от 3000 до 9000 циклов заряда-разряда или же свыше 20-25 лет в буферном режиме. Никель-солевые аккумуляторы могут храниться разряженными, в отличие от свинцово-кислотных и никель-металлогидридных аккумуляторов, которые нужно хранить полностью заряженными, и от литий-ионных аккумуляторов, которые необходимо хранить при 40%-ом заряде от ёмкости аккумулятора.

## Общее описание
Никелево-солевые аккумуляторные батареи (2NaCl-Ni) — аккумуляторы с высокими показателями удельной энергоёмкости, цикличности и стойкости к высоким температурам (рабочая температура от 270 до 350°С). Производятся из обыкновенной поваренной соли, керамики и никеля. Аккумуляторы абсолютно герметичные, относительно компактные в сравнении с традиционными свинцовыми аккумуляторами и экологически чистые.

## История создания
Исследования по изучению перезаряжаемых аккумуляторных батарей на основе натрия в качестве отрицательного электрода начались ещё в 60-х годах прошлого века. Натрий привлек внимание учёных в первую очередь из-за своего большого электрического потенциала -2,71 В, лёгкого веса, нетоксичности и дешевизны.
Наиболее известный аккумулятор на основе натрия — это натрий-серный аккумулятор, выпускаемый японской корпорацией NGK. Никелево-солевые аккумуляторы являются логическим продолжением натриево-серной технологии, при этом они лишены недостатков, присущих натриево-серным батареям, а именно не содержат в своем составе едкой серы, которая ввиду своих свойств способствует быстрой коррозии керамики и тем самым сокращает срок службы аккумулятора.
Никелево-солевые батареи были впервые испытаны в 1970-х годах группой учёных в рамках проекта Zeolite Battery Research Africa (ZEBRA) в Претории, ЮАР под руководством доктора Йохана Котзера. По сокращённому названию проекта батарея и получила название Zebra. В течение 1980-х группой Beta Research and Development of Derby, Великобритания были полностью описаны химия элементов, электрохимические процессы, а также описан производственный цикл.
В течение 20 лет группа учёных доводила технологию до совершенства, испытывая в активном веществе присадки из разных металлов для достижения наибольших показателей производительности.
Серийное производство никелево-солевых батарей для разных отраслей промышленности было налажено в 1998 году в Швейцарии в г. Стабио на заводе MES-DEA. Сегодня данное предприятие входит в группу FIAMM и выпускает батареи для энергетики, связи, систем накопления энергии.

## Технология
Особенностью работы никелево-солевого аккумулятора является расплавленное состояние электролита (NaAlCl4) и отрицательного электрода (Na), точка плавления которых составляет 157 °C и 98 °C соответственно. Именно по этой причине все аккумуляторы, в основе которых лежит применение натрия, например натриево-серные, относятся к разряду высокотемпературных и работают в температурном режиме около +250 °C.

Отрицательный электрод выполнен из натрия и в процессе работы также находится в расплавленном состоянии. Электрический потенциал натрия (-2,71 В) сделал его крайне привлекательным для применения в системах аккумулирования энергии, плюс ко всему он лёгок, безвреден, а главное —  это вещество недорого.
Положительный электрод выполнен из никеля и в заряженном состоянии переходит в хлорид никеля.
Положительный и отрицательный электроды отделяются друг от друга керамическим сепаратором-мембраной. Он выполнен из β-глинозема (корунд), и обеспечивает протекание электро-химической реакции, пропуская через себя ионы натрия.

## Устройство элемента, основные компоненты

Рис. 2 Устройство элемента Никель-Солевой батареи

- Никель — положительный токосъемник (проволока), вспомогательное вещество (порошок).
- Поваренная соль (2NaCl) — активное вещество в виде порошка.
- β-глинозем — сепаратор.
- Алюминий — вспомогательное вещество (в виде порошка).
- Железо — вспомогательное вещество (в виде порошка).
- Прочие присадки, в основном металлические пудры, для обеспечения высоких показателей по цикличности и сроку службы.
- Нержавеющая сталь — стальной контейнер ячеек.

## Электро-химическая реакция
При заряде Соль вступает в реакцию с никелем, образуя хлорид никеля, в результате чего высвобождается 2 иона натрия, которые, проходя через керамический сепаратор, накапливаются на внешней его стенке.
В ходе разряда во внутренней полости керамического сепаратора восстанавливается поваренная соль и никель.

Процесс заряда/разряда полностью обратный, без образования каких-либо побочных продуктов, что позволяет достигать высоких показателей по срокам службы как в буферном, так и в циклическом режиме.
```
2NaCl+Ni <=========> NiCl2+2Na 
Разряженная          Заряженная
```

## Технические характеристики никель-солевых элементов
- Напряжение: 2.2-2.7 В (2.58 В в разомкнутой цепи)
- Полезная ёмкость: 40 А·ч
- Полная ёмкость: 48-50 А·ч
- Габариты ячейки (Д × Ш × В): 36 × 36 × 220 мм
- Вес элемента: 695 г
- Показатели удельной энергоёмкости:
  - 140 Вт·ч/кг (для сравнения в свинцовых АКБ: 25-35 Вт·ч/кг)
  - 280 Вт·ч/лит (для сравнения в свинцовых АКБ: 70-100 Вт·ч/лит)

В собранной батарее показатели плотности энергии немного ниже (>90 Вт·ч/кг) ввиду наличия теплоизоляции и электронного модуля управления.

## Ключевые особенности
- Требуют прогрева как минимум до 270°С.
- Высокие показатели цикличности: расчётный ресурс службы — около 4500 циклов (>3000 циклов @ 80% DoD).
- Снижение ёмкости имеет прямолинейную нисходящую характеристику (то есть они не подвержены внезапному падению ёмкости как, например, свинцово-кислотные батареи).
- Очень высокие показатели удельной энергоёмкости (140 Вт·ч/кг и 280 Вт·ч/лит).
- Очень низкая совокупная стоимость владения в период эксплуатации и хранения.
- Длительный срок службы и практически неограниченный срок складского хранения: батареи не стареют и не утрачивают своих характеристик даже через 10-20 лет складского хранения.
- Батарея абсолютно герметичная: отсутствует газовыделение в окружающую среду.
- Изготавливаются не из высокотоксичных материалов, таких как свинец, кадмий.
- На 100 % пригодны к переработке: сталь, никель, железо, соль и керамика.
- На 70 % легче и на 30 % меньше свинцово-кислотных батарей.

## Области применения
- Автомобильный транспорт
- Ж\Д транспорт
- Связь
- Энергетика, в том числе альтернативная
- Системы накопления энергии (СНЭ)